# Unité urbaine de Langlade
L'unité urbaine de Langlade est une unité urbaine française centrée sur Langlade. 

## Données générales
En 2010, selon l'Insee, l'unité urbaine de Langlade est composée de trois communes, toutes situées dans l'arrondissement de Nimes, subdivision administrative du département du Gard.
L'unité urbaine de Langlade est un pôle urbain de l'aire urbaine de Nîmes. 

## Délimitation de l'unité urbaine de 2010
En 2010, l'INSEE a procédé à une révision des délimitations des unités urbaines de la France ; celle de Langlade est composée de trois communes. 

### Communes
Liste des communes appartenant à l'unité urbaine de Langlade selon la nouvelle délimitation de 2010 et sa population municipale en 2010 (liste établie par ordre alphabétique) :
| Nom                | Code Insee | Département | Statut       | Superficie (km2) | Population (dernière pop. légale) | Densité (hab./km2) | Modifier                                    |
| ------------------ | ---------- | ----------- | ------------ | ---------------- | --------------------------------- | ------------------ | ------------------------------------------- |
| Langlade           | 30138      | Gard        | ville-centre | 9,00             | 2 297 (2022)                      | 255                | modifier les données · modifier les données |
| Nages-et-Solorgues | 30186      | Gard        | ville-centre | 6,18             | 2 160 (2022)                      | 350                | modifier les données · modifier les données |
| Saint-Dionisy      | 30249      | Gard        | banlieue     | 3,42             | 1 071 (2022)                      | 313                | modifier les données · modifier les données |

## Évolution démographique
L'évolution démographique ci-dessous concerne l'unité urbaine selon le périmètre défini en 2010.
| 1968 | 1975  | 1982  | 1990  | 1999  | 2009  | 2012  | 2017  | 2018  |
| ---- | ----- | ----- | ----- | ----- | ----- | ----- | ----- | ----- |
| 868  | 1 313 | 2 278 | 3 092 | 3 762 | 4 434 | 4 581 | 4 965 | 5 078 |

| 2022  | - | - | - | - | - | - | - | - |
| ----- | - | - | - | - | - | - | - | - |
| 5 528 | - | - | - | - | - | - | - | - |

## Sources
1. ↑  Unité urbaine 2010 de Langlade
2. ↑  Unité urbaine de Langlade selon le nouveau zonage de 2010
3. ↑  « Dossier complet − Unité urbaine 2010 de Langlade (30122) », sur Insee (consulté le 2 juin 2024).